# Oleninskij rajon
L'Oleninskij rajon (in russo Оленинский район?) è un rajon dell'Oblast' di Tver', nella Russia europea; il capoluogo è Olenino. Istituito nel 1929, ricopre una superficie di 2.675 chilometri quadrati.